# Henry James (1er baron James de Hereford)
Henry James, 1er baron James de Hereford, (30 octobre 1828 - 18 août 1911), est un avocat et homme d'État anglo-gallois. Initialement libéral, il sert sous William Ewart Gladstone comme solliciteur général en 1873 et comme procureur général entre 1873 et 1874 et 1880 et 1885. Cependant, il rompt avec Gladstone au sujet de l'Irish Home Rule et rejoint le Parti libéral unioniste. De 1895 à 1902, il est Chancelier du duché de Lancastre dans les ministères unionistes de Lord Salisbury et Arthur Balfour.

## Jeunesse et éducation
James est le fils de Philip Turner James, un chirurgien de Hereford et de Frances Gertrude, fille de John Bodenham. La famille de son père descend des Gwynnes de Glanbran, dans le Carmarthenshire, décrites au XIXe siècle comme «l'une des plus anciennes de l'Empire ». Son grand-père, Gwynne James, est également chirurgien, tandis que son arrière-grand-père, un autre Gwynne James, est apothicaire. Il fait ses études au Cheltenham College.

## Carrière juridique et politique
James est admis au Middle Temple le 12 janvier 1849 et admis au barreau le 16 janvier 1852. Il rejoint le circuit d'Oxford, où il établit rapidement une réputation notable. En 1867, il est fait facteur de l'Échiquier des plaidoyers, et en 1869 il devient Conseiller de la reine. Aux Élections générales britanniques de 1868, il est élu député de Taunton en tant que libéral, renversant Edward William Cox après une pétition électorale entendue en mars 1869. Il occupe le siège jusqu'en 1885, date à laquelle il est réélu pour Bury. Il attire l'attention au Parlement par ses discours de 1872 dans les débats sur la loi sur la magistrature.
En septembre 1873, James est nommé solliciteur général par William Ewart Gladstone. Dès novembre 1873, il est promu procureur général par Gladstone, poste qu'il occupe jusqu'à la chute du gouvernement l'année suivante. Il reçoit la chevalerie coutumière au moment de sa promotion. Lorsque Gladstone revient comme premier ministre en 1880, James reprend ses fonctions. Il est chargé de présenter la loi sur les pratiques de corruption de 1883 et de la défendre au Parlement. En 1885, il est admis au Conseil privé.
En 1886, il représente Charles Dilke dans l'affaire de divorce de Crawford, où Dilke est accusé d'adultère avec la sœur de l'épouse de son frère. Le verdict est ambigu et James, avec des conséquences désastreuses, conseille à Dilke de rouvrir l'affaire. À la deuxième audience, Dilke est contre-interrogé avec un effet dévastateur et sa carrière est ruinée. Les conseils de James sont appelés "certains des pires conseils professionnels que n'importe quel homme ait jamais reçus".
Lors de la conversion de Gladstone au Irish Home Rule, James prend ses distances et devient l'un des unionistes libéraux les plus influents. Gladstone lui offre le poste de Lord grand chancelier en 1886, mais il refuse et la connaissance du sacrifice qu'il avait fait en refusant de suivre son ancien chef donne beaucoup de poids à son plaidoyer pour la cause unioniste dans le pays. Il est l'un des principaux avocats du Times devant la Commission Parnell et, de 1892 à 1895, il est procureur général du prince de Galles. En 1895, il est élevé au rang de baron James de Hereford, dans le comté de Hereford. De 1895 à 1902, il est membre des ministères unionistes de Lord Salisbury et Arthur Balfour en tant que Chancelier du duché de Lancastre. Plus tard, il est un adversaire de premier plan du mouvement de réforme tarifaire, adhérant au libre-échange. Le 11 août 1902, il est nommé Chevalier Grand-Croix (GCVO) au sein de l'Ordre royal de Victoria.

## Vie privée
Il est décédé célibataire en août 1911, à l'âge de 82 ans. Par sa maîtresse Alice, qu'il refusa d'épouser, fille de Robert Hardwicke (mort en 1874) de Londres, il laisse une fille Alice Henland (1868–1936), qui épouse le lieutenant-colonel George Talbot Lake Denniss, Royal Wilts. Regt. La baronnie s'est éteinte à sa mort . Son portrait a été peint par John St Helier Lander, collection de Middle Temple; son photo-portrait de 1893 par Alexander Bassano est à la National Portrait Gallery.